# Lagnicourt-Marcel
Lagnicourt-Marcel település Franciaországban, Pas-de-Calais megyében. Lakosainak száma 309 fő (2022. január 1.). Lagnicourt-Marcel Quéant, Beaumetz-lès-Cambrai, Morchies, Noreuil és Vaulx-Vraucourt községekkel határos.

## Népesség
A település népességének változása:
| Lakosok száma | 353  | 340  | 339  | 331  | 327  | 323  | 319  | 308  | 309  |
|               | 2013 | 2015 | 2016 | 2017 | 2018 | 2019 | 2020 | 2021 | 2022 |